# 原田泰造
原田 泰造（はらだ たいぞう、1970年〈昭和45年〉3月24日 - ）は、日本のお笑いタレント、俳優。お笑いトリオ・ネプチューンのボケ担当。愛称はタイゾー、泰ちゃん。広島県広島市出身。ワタナベエンターテインメント所属。血液型はB型。既婚者で一男一女の2児の父。姉と弟が1人ずついる。

## 略歴
1970年3月24日、父親の故郷である広島市で生まれた。3歳まで同市で育ち、父親の転勤により、その後小学校1年生まで北海道札幌市、さらに小学5年生まで東京都狛江市、小学6年生以降は立川市で育ち、その後、現在の実家がある東村山市に転居。
両親は過去に、埼玉県所沢市松葉町（新所沢駅東口付近）で「ランチショップたきたて」という屋号の弁当店を営んでいた。幼少からテレビの世界に憧れ、内緒で児童劇団に応募したこともあったが、両親が月謝を払うことができず断念した。実家の家業を継ぐことを見据え、農業高校（東京都立農芸高等学校）に進学。自身は、「中3で進路を決める時は芸人になりたいとは思っていなかった。両親や、店を手伝っていた姉を少しでも楽にさせるために本気で弁当屋を継ごうと思い、そのためには何も知らないよりかは何か知っていた方がいいと思い、農業高校を選んだ」と語っている。
高校卒業後、「何でもいいからテレビに出たい」という思いのもと、モデル・俳優などのオーディションに応募する。
お笑い芸人として
1990年、高校時代の友人を誘い、当時のアルバイト先の居酒屋「村さ来」にちなみ「パープルン」という名でお笑いコンビを結成し、渡辺プロダクション（現在のワタナベエンターテインメント）のオーディションに合格。しばらく活動していたが、すぐに解散した。
新しい相方を探していたところ、オーディション時に一緒で、当時ピンで活動していた堀内健に目が止まり、泰造から声をかけ、1991年に堀内と通りすがりのラブホテルから命名した「フローレンス」を結成。1993年に元ジュンカッツで先輩の名倉潤が加入し、お笑いトリオネプチューンを結成。
ネプチューンはバラエティ番組『タモリのSuperボキャブラ天国』（フジテレビ）に出演後、泰造はショートコントの"ホストのアキラ"役として人気上昇。テレビ出演が増加した。
トリオでは堀内と共にボケ担当であり、堀内はピンでバラエティ・お笑い番組にゲストや司会者として出演することが多いが、泰造は一度もない。
俳優、マルチタレントとして
10代の頃、芸能雑誌『JUNON』（主婦と生活社）が主催するジュノン・スーパーボーイ・コンテストに応募したが落選（オーディションでは長渕剛の『とんぼ』を歌った）。その後エキストラの会社に所属し、1991年のNHK大河ドラマ『太平記』には死体役として出演していた。
1995年、愛の劇場『ママに宿題』（TBSテレビ）に出演。1998年ネプチューン初主演映画「どつきどつかれ」にて主人公のリイチ役として主役デビュー。2000年に『編集王』（フジテレビ）でテレビドラマで単独初主演を務め、その後『水曜日の情事』、『ビッグマネー!〜浮世の沙汰は株しだい〜』等数々の民放ドラマに出演、2004年公開の『ジャンプ』では単独映画初主演も果たし、2008年にはNHK大河ドラマ『篤姫』にて大久保正助役、2010にはNHK大河ドラマ『龍馬伝』にて近藤勇役として出演。
2005年7月、舞台「キスへのプレリュード」に主役で出演、これにより同年度の第43回ゴールデン・アロー賞・新人賞を受賞。（なお、その7年前にはネプチューンとして同・芸能賞（現在の放送賞バラエティ部門）を受賞したことがある。）
他にもネプチューンでの活動としてCDリリース・バラエティ番組の司会・クイズ番組のパネリスト等で活躍し、泰造単独でも声優・ドキュメンタリーのナレーション・キャスターなど様々な分野でマルチタレントとして活躍しているが前述のようにバラエティー番組やお笑い番組にはピンでゲスト出演することはない。
二児の父として
1995年、村さ来でアルバイト時代に出会った女性スタッフと結婚。結婚・出産当初は無名時代だったため、結婚の事実を公表する機会がなく、1998年のブレイク後、マスコミから「"隠し子発覚"」と誤報されたため、釈明会見を開いた。
2017年6月12日放送の『ネプチューンの!なんでそんなこと言ったの?TV』で他のメンバーの前で、ネプチューンが解散の危機に陥った原因について、明かす場面があった。泰造はその理由について、当時の歩合制の給料が月3万円だったことから、当時の恋人とお腹の子供を養うために普通に働くしかないと考えていたと語った。本気で脱退するつもりだったが、名倉と堀内から祝福されたため辞める必要のない雰囲気になる。恋人（現在の妻）からも「泰ちゃんは夢を追いかけていい。私が稼ぐ」と励ましてくれたと言い、その母親も「私たちが助けるから心配しないで」と泰造を応援してくれたため、芸人を続けられたと説明していた。

## 人物

### 芸風
がっちりとした体格をアピールした裸芸（力の限りゴーゴゴー!!での「ふんどし先生」、『笑う犬』の「ザ・センターマン」等）、「曲がったーことが大嫌いー♪はーらーだたいぞうです！」という自己紹介ソングで一世風靡した。近年は積極的に使わなくなったが、ドラマや映画などの制作発表会見などで披露することがある。
かつては『タモリのSuperボキャブラ天国』で頻繁にパフォーマンスした巴投げをベースに、『おネプ』（テレビ朝日）では「ネプ投げ」「フェニックス（不死鳥）投げ」（女性を巴投の要領で下着が見えるように開脚させる投げ方）で人気を集めたが、2000年BPOから「女性を投げる際に下着や肌を意図的に見せるのは、“セクシュアルハラスメントや女性蔑視に当たる”」と指摘を受け中止、以降泰造がテレビで巴投げを披露することはなくなった。

### 容貌・身体的特徴
ジム・キャリー、三ツ木清隆、イ・ビョンホンに似ていると評され、コントで扮したり茶化して自己紹介することもある。
メンバー3人とも酒が飲めないネプチューンの中でも特にアルコールに弱く、本人曰く「飲むと必ず吐く」ぐらい弱いという。そのためサントリー「モルツ」のCMに出演したときはアルコールを抜いて撮影していたことを映画「ジャンプ」での舞台挨拶で明かした。
前歯は差し歯を詰めており、『笑う犬の生活』や『ネプリーグ』等番組内で笑った拍子に取れるハプニングも経験している。
『サタネプ☆ベストテン』（TBSテレビ）の企画にて十二指腸潰瘍が発覚し、寿命残り20年と診断されたが、禁煙・ジョギング・野菜の摂取で治癒し、寿命も平均以上まで回復した。

### 趣味・嗜好
- 元宝塚歌劇団の檀れいのファン。過去は藤谷美和子のファンだった[13]。
- 幕末歴史好きで、司馬遼太郎の小説『坂の上の雲』『竜馬がゆく』などを愛読している。
- 町内会の野球クラブに所属し、1番打者で一塁手を務める。右投げ両打ちで背番号は7。ただし、球技は下手。
- 同郷の志村けんをこよなく慕っている。
- 1998年にゲスト出演した『いろもん』（日本テレビ）での堀内健曰く、沿線の東村山市在住という理由から西武新宿線が好きとのこと。
- サウナが好きでよく行っており、行っているサウナははなわも通っている。泰造の子が幼い頃は、親子のコミュニケーションの場として一緒にサウナに行っていた。しかし、一度だけサウナで友達の子供を脱水症状にさせたことがある。
- ファッションセンスはネプチューンの中で一番疎い。『笑う犬』の罰ゲームで「100万円を使って自分なりにカッコいい格好をしてこい」と言われた時に、ジーンズメイトで自分のサイズと同じ服を軽トラック1台分購入した。
- 食べ物の好き嫌いが少なく、何を食べても「美味しい」とよく言う。これは泰造が幼い頃、家のご飯を「マズイ」と言ったら母親に怒られたためそれから何を食べても「美味しい」と言うように心がけていたら本当に美味しく感じるようになったからとのこと[14]。
- かつては愛煙家だったが、2012年の『サタネプ☆ベストテン』の企画にて、医者からの助言を機に禁煙を決意し、やめる事が出来た。タバコ問題首都圏協議会から2012世界禁煙デー記念卒煙表彰を授与された[15]。ネプチューンの主演映画「どつきどつかれ」に出演の際、ネプチューン3人が煙草を吸う場面で本物の煙草を使って撮影したため、それが喫煙のきっかけになった。後年（2018年）、NHKの特集ドラマ『どこにもない国』で主要な脇役を演じたときには、盛大に煙を吐くことが役作りの一部となっている。

### その他エピソード
東京都出身と表記されることが多いが出生地は広島県で、出生した広島には全く縁がないわけではなく、ローカル番組『TIM神様の宿題』（中国放送）の仕事で来広したことがある。
20歳の時、『ねるとん紅鯨団』（関西テレビ）に一般参加者として出演した経験がある。なお、結果的に泰造はカップル成立しなかった。その後泰造が芸能界に入り、石橋に再会した際このことを話したが、石橋は全く覚えていなかった。
少林寺拳法の経験があり、実際に型を披露したこともある。
1998年2月17日放送の「黄金ボキャブラ天国」で、二度寝が原因で収録に大遅刻したことがある。その際、スタジオにいた堀内は「泰造はここに来る途中で山手線とロマンスカー間違えて乗っちゃって箱根に行っちゃいました」とフォローし、名倉も同調した。その後、泰造は私服姿で登場し「山手線とロマンスカー間違えました」と被せるも、直後に司会のヒロミから叱責され、土下座で謝罪し、遅刻の理由を二度寝だと認めた。

## 出演

### テレビドラマ
- ゆらゆらばし（1993年、日本テレビ）[注 3]
- ママに宿題（1995年、TBSテレビ）
- グッドラック（1996年、日本テレビ）
- オトナの男（1997年、TBSテレビ） - 西脇亨 役
- 編集王（2000年10月10日 - 12月19日、フジテレビ） - 主演・桃井環八 役
- 水曜日の情事（2001年10月10日 - 12月19日、フジテレビ） - 前園耕作 役
- 金曜エンタテイメント「ピッキングトリオの事件簿」（2001年11月2日、フジテレビ） - 渋谷豊 役
- ビッグマネー!〜浮世の沙汰は株しだい〜（2002年4月 - 6月、フジテレビ） - 山崎史彦 役
- ゴールデンシアター特別企画年末SPドラマ「赤ひげ」（2002年12月28日、フジテレビ） - 津川玄三 役
- 金曜エンタテイメント「みにくいアヒルの子 涙の再会スペシャル」（2003年4月11日、フジテレビ）
- 奥さまは魔女（2004年1月16日 - 3月26日、TBS） - 松井譲二 役
- 世にも奇妙な物語（フジテレビ）
  - '04春の特別編「誘い水」（2004年3月29日） - 主演・水好守男 役
  - 〜2005秋の特別編〜「影武者」（2005年10月4日）与吉・頼親 役
- めだか（2004年10月5日 - 12月14日、フジテレビ） - 椎名亮介 役
- 金曜エンタテイメント特別企画 「越路吹雪・愛の生涯この命燃えつきるまで私は歌う」（2005年11月25日、フジテレビ） - 阿部 役※特別出演
- ちびまる子ちゃん（2006年、フジテレビ） - 警官 役
- ザ・ヒットパレード〜芸能界を変えた男・渡辺晋物語〜（2006年5月26・27日、フジテレビ） - すぎやまこういち 役
- 演歌の女王（2007年1月13日 - 3月17日、日本テレビ） - 田丸ヒトシ 役
- スリルな夜 子育ての天才（2007年4月13日 - 6月22日、フジテレビ） - 主演・大黒鉄男 役
- 大河ドラマ（NHK）
  - 篤姫 第2回 - 最終回（2008年1月13日 - 12月14日） - 大久保利通 役
  - 龍馬伝 第21回 - 最終回（2010年5月23日 - 11月28日） - 近藤勇 役
  - 花燃ゆ（2015年1月4日 - 12月13日） - 杉民治 役
  - べらぼう〜蔦重栄華乃夢噺〜 第3回 -（2025年1月19日 - ） - 三浦庄司 役[17]
- 月曜ゴールデン「シリーズ激動の昭和-3月10日東京大空襲-語られなかった33枚の真実」（2008年3月10日、TBSテレビ） - 刑部巡査 役
- 古畑中学生 第43回「古畑任三郎 生涯最初の事件」（2008年6月14日、フジテレビ） - 野々山先生 役
- 新春ワイド時代劇 寧々〜おんな太閤記（2009年1月2日、テレビ東京） - 前田利家 役
- ツレがうつになりまして。（2009年5月29日・6月5日・12日、NHK総合） - 早川明（ツレ） 役
- CONTROL〜犯罪心理捜査〜 第4話・第5話（2011年2月1日・8日、フジテレビ） - 吾妻政則 役
- 胡桃の部屋（2011年7月 - 8月、NHK総合） - 都築実 役
- アントキノイノチ〜プロローグ〜天国への引越し屋（2011年11月5日、TBSテレビ） - 主演・佐相博 役
- 運命の人（2012年1月15日 - 3月18日、TBS） - 三木琢也 役
- 連続テレビ小説（NHK） 
  - ごちそうさん（2013年9月30日 - 2014年3月29日） - 卯野大五［西門め以子の実父］ 役
  - 風、薫る（2026年度前期放送予定） - 吉江善作 役[18]
- 怪奇大作戦 ミステリー・ファイル（2013年10月 - 11月、NHK BSプレミアム） - 三沢京助 役
- 血の轍（2014年1月19日 - 2月9日、WOWOW） - 志水達也 役
- スペシャルドラマ LEADERS リーダーズ（2014年3月、TBSテレビ） - 斉藤源一 役
- テレビ東京開局50周年特別番組 永遠の0（2015年2月、テレビ東京） - 藤木秀一 役
- ドラマスペシャル 黒の斜面（2016年1月24日、テレビ朝日） - 辻井高史 役[19]
- 桜坂近辺物語 第1夜「近辺1」（2016年3月7日、フジテレビ） - 水野真一 役[20]
- コントレール〜罪と恋〜（2016年4月 - 6月、NHK総合） - 佐々岡滋 役[21]
- 沈まぬ太陽 （2016年7月 - 9月、WOWOW） - 笹本 役[22]
- 営業部長 吉良奈津子（2016年7月 - 9月、フジテレビ） - 小山浩太郎 役[23]
- スニッファー 嗅覚捜査官 第5話（2016年11月19日、NHK総合） - 鹿島吾郎 役[24]
- 連続ドラマW 銭形警部 漆黒の犯罪ファイル 第1話・2話（2017年2月19日・26日、WOWOW）- 瀬戸数麿 役[25]
- 全力失踪（2017年9月3日 - 10月22日、NHK BSプレミアム） - 主演・磯山武 役[26]
  - 大全力失踪（2019年4月7日 - 28日）
- どこにもない国（2018年3月24日・31日、NHK総合） - 新甫八朗 役
- そろばん侍 風の市兵衛（2018年5月19日 - 7月21日、NHK総合） - 渋井鬼三次 役
  - 正月時代劇「そろばん侍 風の市兵衛SP～天空の鷹～」（2020年1月3日）
- サ道（2019年7月20日 - 10月5日、テレビ東京） - 主演・ナカタアツロウ 役[27]
  - サ道 2019 年末SP -北の聖地でととのう（2019年12月28日）
  - サ道 〜2021年冬 東京の空の下、少し離れてととのう〜（2021年2月14日）
  - サ道2021（2021年7月10日 - 9月25日）[28]
  - サ道 〜2022年冬〜（2022年12月25日）[29]
  - サ道 2023SP（2023年12月24日）[30]
  - サ道 2024SP〜誰しも 何かを胸にととのう〜（2024年12月21日）[31]
  - サ道 off-road（2025年3月26日、ネットもテレ東・TVer・YouTube）[32]
- 連続ドラマW 引き抜き屋 〜ヘッドハンターの流儀〜 第2話（2019年11月23日、WOWOW） - 山室久志 役
- 未満警察 ミッドナイトランナー（2020年6月27日 - 9月5日、日本テレビ） - 柳田晋平 役[33]
- 日曜プライム「ドラマスペシャル 嫉妬」（2020年8月16日、テレビ朝日） - 鈴田雄一郎/野口高史 役（二役）[34]
- はぐれ刑事三世（2020年10月15日、テレビ朝日） - 主演・浦安吉之 役[35]
- 夜がどれほど暗くても（2020年11月22日 - 12月13日、WOWOW） - 長澤一樹 役
- 六畳間のピアノマン（2021年2月6日 - 27日、NHK総合） - 上河内秀人 役（第3話主演）
- インビジブル（2022年4月15日 - 6月17日、TBSテレビ） - 犬飼彰吾 役[36][37]
- 魔法のリノベ（2022年7月18日 - 9月19日、関西テレビ・フジテレビ） - 有川拓 役[38]
- 祈りのカルテ 研修医の謎解き診察記録（2022年10月8日 - 12月17日、日本テレビ） - 広瀬秀太 役[39]
- 池波正太郎生誕100年BS特集時代劇「まんぞくまんぞく」（2022年12月30日、NHK総合）- 万右衛門 役[40]
- 生理のおじさんとその娘（2023年3月24日、NHK総合） - 主演・光橋幸男 役[41]
- 夜ドラ わたしの一番最悪なともだち（2023年8月21日 - 10月12日、NHK総合） - 木下雅人 役[42]
- 天狗の台所（2023年10月5日 - 12月7日、BS-TBS・BS-TBS 4K） - エリス・ウィルソン 役[43]
  - Season2（2024年10月22日 - 12月24日）[44]
- THE MYSTERY DAY〜有名人連続失踪事件の謎を追え〜（2023年10月7日、日本テレビ）[45]
- 大奥 Season2「幕末編」（2023年12月12日、NHK総合） - 西郷隆盛 役[46]
- おっさんのパンツがなんだっていいじゃないか!（2024年1月6日 - 3月16日、東海テレビ・フジテレビ） - 主演・沖田誠 役[47]
  - おっさんのパンツがなんだっていいじゃないか!SP（2025年6月28日）[48]
- ノンレムの窓 2025・新春 第2話「よーい、フィクション!」（2025年1月5日、日本テレビ） - 主演・松永 役[49]

### Webドラマ
- もうひとつのクレヨンしんちゃん やかんの家族だゾ！（2025年4月9日 - 、「やかんの麦茶」公式Instagram / コカ・コーラ公式YouTube） - 野原ひろし 役[50][51][52][53]
- サラリーマン山崎シゲル（2025年7月1日 - 、FOD SHORT） - 社長・鶴山 役[54]

### 映画
- 釣りバカ日誌6（1991年） - エキストラ出演
- ジャンプ（2004年） - 主演・三谷純之輔 役
- ピーナッツ（2006年） - 警官 役
- 未来予想図 〜ア・イ・シ・テ・ルのサイン〜（2007年） - 井上拓己 役
- シャカリキ!（2008年） - 由多比呂士 役
- 神様のカルテ（2011年） - 男爵 役
- アントキノイノチ（2011年） - 佐相博 役
- 少年H（2013年） - 田森教官 役
- 四十九日のレシピ（2013年） - 浩之 役
- 神様のカルテ2（2014年） - 男爵 役
- ボクの妻と結婚してください。（2016年） - 伊東正蔵 役
- アウトレイジ 最終章（2017年） - 丸山（花田組舎弟） 役
- ミッドナイト・バス（2018年） - 主演・高宮利一 役[55]
- スマホを落としただけなのに（2018年） - 毒島徹 役
  - スマホを落としただけなのに 囚われの殺人鬼（2020年）- 毒島徹 役
  - スマホを落としただけなのに 〜最終章〜 ファイナル ハッキング ゲーム（2024年）[56]
- アイネクライネナハトムジーク（2019年） - 藤間 役[57]
- 夏への扉 -キミのいる未来へ-（2021年）- 佐藤太郎 役
- キネマの神様（2021年） - ギャンブル依存相談会の主催者 役[58]
- 大きな玉ねぎの下で（2025年2月7日、東映） - 堤丈流の父 役[59]
- 映画 おっさんのパンツがなんだっていいじゃないか!（2025年） - 主演・沖田誠 役[60]

### 吹き替え
- 80デイズ（2004年） - フィリアス・フォッグ〈スティーブ・クーガン〉 役
- ストレンジ・ワールド/もうひとつの世界（2022年公開） - サーチャー・クレイド 役[61]
- ウィッシュ（2023年公開）- キノコ 役[62]

### 舞台
- キスへのプレリュード（2005年7月）- 主演
- ラブハンドル（2006年2-3月） - 主演
- 恋するクランケにキスと包帯を!!（2006年7月）- 主演・代田’N（ダイタン）プラネッツ
- ザ・ヒットパレード〜ショウと私を愛した夫〜（2007年7月、2009年3月 - 4月） - 主演・渡辺晋 やィ
- ニッポン無責任新世代（2011年7月 - 8月）- 主演・百均（くだらひとし） 役 ※映画「ニッポン無責任時代」で植木等が演じた主人公・平均（たいらひとし）の孫。

### バラエティ
- となりのシムラ（2014年12月16日、NHK総合）
- この歴史、おいくら？（2019年1月4日 - 、BSフジ）[63]
- じっくり聞いタロウ〜スター近況（秘）報告〜（2019年10月3日・10日・24日 、テレビ東京）（名倉休養期間に特別MC）
- ぽかぽか（2023年1月10日 - 3月14日、2024年3月5日・12日、フジテレビ）- 火曜コーナー「ずっとみ」レギュラー

### 情報番組
- ZIP!（2011年4月 - 10月、日本テレビ）※月曜メインパーソナリティー、初代
- 情報LIVE ただイマ!（2012年4月 - 2013年3月、NHK総合）※伊東敏恵（NHKアナウンサー）と共にキャスター

### ドキュメンタリー
- もしも明日…「家族が失業したら」（2012年、NHK総合）※有働由美子（当時NHKアナウンサー）と共に司会
- めざせ!2020年のオリンピアン〜東京五輪の原石たち〜「背泳ぎの新星×銅メダリスト寺川綾」（2014年2月11日、NHK総合） ※MC（パイロット版）
- めざせ!2020年のオリンピアン〜東京五輪の原石たち〜（2014年4月6日 - 、NHK総合）※MC
- 一期一会 キミにききたい!（NHK教育） - ナレーション
- Crossroad（テレビ東京） - ナレーション
- にっぽん紀行「ぼくらの秘密基地〜東京・光が丘公園〜」（2014年5月5日、NHK総合） - 案内役

### CM
- サントリー「モルツ」（2002年 - 2003年）
- ビザ・ワールドワイド・ジャパン（2002年 - 2003年）
- P&G「アリエール」（2004年 - 2006年）
- アサヒグループホールディングス
  - アサヒ飲料「WONDA ショット&ショット69」（2006年 - 2007年）
  - アサヒビール
    - あじわい（2007年 - 2008年）
    - スパークス（2011年）
- 任天堂
  - ポケットモンスター ブラック・ホワイト（2010年）
  - 進め! キノピオ隊長（2018年）
- ゼンショー「すき家」（2011年 - 2012年）
- 野村不動産「Tokyoイゴコチ研究所実行委員会」（2013年）
- 大塚製薬「ソイカラ」（2013年 - 2014年）
- みずほ銀行
  - ジャンボ宝くじ（2014年 - 2016年）
  - NISA（2024年 - ）[64]
- リクルート「カーセンサー」（2017年）[65]
- ジョンソン・エンド・ジョンソン「バンドエイド」（2018年 - 2019年）[66]
- 日本損害保険協会「地震保険」（2018年 - 2019年）
- ミツカン 「金のつぶ」（2019年 - ）
- マクアケ「Makuake」（2020年 - 2021年）
- マクドナルド「チキンマックナゲット」（2020年 - 2021年）[67]
- タイミー（2021年）
- キリンビール「スプリングバレー」（2021年）
- 花王「サクセス 薬用育毛トニック」（2022年 - ）[68]
- 日本コカ・コーラ「やかんの麦茶 from 爽健美茶」（2025年）[注 4][50][51]